# Pedro de Mendoza
Pedro de Mendoza y Luján (Guadix, 1487 circa – Oceano Atlantico, 23 giugno 1537) è stato un esploratore, militare e conquistador spagnolo, primo adelantado del governatorato della Nuova Andalusia.

## Biografia

### Gioventù
Pedro de Mendoza proveniva da una famiglia nobile della città andalusa di Guadix, nella provincia di Granada, ben vista da re Carlo V. Nel 1524 fu nominato cavaliere dell'Ordine Militare di Alcántara, ed in seguito di quello di Santiago.
Nel 1529 si offrì di esplorare il Sudamerica a proprie spese stabilendovi delle colonie. Grazie agli sforzi della madre, María de Mendoza, nel 1534 la sua offerta fu accettata: fu nominato adelantado governatore, capitano generale e capo della giustizia della Nuova Andalusia. Questi diritti gli garantirono l'autorità su tutta la terra che avrebbe conquistato, fino a 200 leghe dal confine meridionale di Nuova Toledo. Nonostante si misurasse lungo la costa del Pacifico, si è subito capito che i suoi sforzi sarebbero stati diretti verso il Río de la Plata e l'oceano Atlantico. L'imperatore assegnò a Mendoza 2 000 uomini e 13 navi a condizione che entro due anni Mendoza avrebbe trasportato 1 000 coloni, costruito strade nell'entroterra ed eretto tre fortezze. Avrebbe ricevuto metà del tesoro dei capi uccisi e nove decimi del riscatto. Il titolo di governatore era anche, teoricamente, ereditario. 
Quello stesso anno partì con una flotta considerevole, ma una terribile tempesta lo colpì al largo delle coste del Brasile. Qui venne ucciso il tenente Juan de Osario, secondo alcune autorità per ordine dei Mendoza che lo sospettava di slealtà. Mendoza salpò da Río de la Plata nel 1535 e fondò Buenos Aires il 2 febbraio 1536.
Nonostante si dice che Mendoza sia il fondatore di Rio de la Plata (e di Buenos Aires), non era veramente a capo della spedizione, debilitato da un grave caso di sifilide. Passò metà del tempo malato a letto, ma partecipò per quanto possibile alla spedizione. In questo periodo non ci sono state sul Río de la Plata campagne militari degne di nota, ed il solo cronista presente era un soldato tedesco di nome Ulrich Schmidl (Ulderico o Ulrico Schmidl). Schmidt giunse sul Río de la Plata con Don Pedro, e vi rimase per diciotto anni combattendo quasi ogni battaglia. I suoi racconti sulla storia antica della regione del Río de la Plata sono la più importante fonte storica su quel periodo.

### Combattimenti con i nativi per il Rio de la Plata
Sul Río de la Plata gli spagnoli incontrarono un gruppo di circa 3 000 nativi, sparsi su tutta l'area che circondava quella che oggi è nota come Querandís, i quali divisero con loro il cibo, per quanto scarso. Dopo poco tempo gli spagnoli davano questa ospitalità per scontata e, come risultato, i Querandís chiusero le relazioni con l'uomo bianco spostandosi lontano dall'insediamento spagnolo. Arrabbiato per questa ostilità, Mendoza mandò il fratello con altri soldati contro gli indigeni.
Centinaia di indiani furono uccisi, ma la stessa sorte toccò al fratello di Mendoza e ad altri 30 suoi uomini, oltre che a molti cavalli, nel corso della battaglia del fiume Luján. I nativi furono scacciati dopo questo sanguinoso scontro, e le loro provviste requisite, ma la battaglia costò molto anche agli spagnoli.

### Problemi legati alla colonizzazione
La città dei coloni fu circondata da un muro spesso un metro fatto di fango. Ogni volta che pioveva andava rimodellato. Oltre a questo muro deteriorabile, i coloni dovevano fronteggiare un altro problema, la carestia. Il cibo divenne scarso, e gli abitanti locali iniziarono a mangiare topi, serpenti, lucertole, scarpe, e perfino i corpi di coloro che morivano.
Inoltre si andava formando una nuova coalizione di indigeni. Questo gruppo attaccò continuamente la città, lasciandola quasi completamente bruciata e rasa al suolo. Ancora sofferente di sifilide, Mendoza nominò Juan de Ayolas suo successore come capitano generale.
Ayolas affrontò il problema risalendo il fiume Paraná con buona parte dei sopravvissuti. Sconfissero i Guaraní, firmando con loro un trattato di pace, per poi fondare la città di Asunción nel 1537.

### Il ritorno a casa
Mentre tutti proseguivano, Mendoza, senza più cariche e gravemente malato, si imbarcò per la Spagna nel 1537, morendo durante il viaggio di ritorno. Promise di mandare aiuti agli uomini che aveva lasciato a Buenos Aires. Nonostante avesse chiesto alla corona spagnola più uomini e provvigioni per salvare la città, l'aiuto inviato non fu sufficiente.
Nel 1541 i coloni abbandonarono Buenos Aires spostandosi ad Asunción. Domingo Martinez de Irala fu eletto terzo governatore. Con Buenos Aires in rovina, Asunción divenne la base per la riconquista dell'Argentina.